# Lúcio Júlio Urso
Lúcio Júlio Urso (em latim: Lucius Julius Ursus) foi um senador romano nomeado cônsul sufecto três vezes, a primeira para o nundínio de julho a agosto de 84 com um colega de nome desconhecido, a segunda para março de 98 com o imperador Trajano e a terceira para março de 100 com Sexto Júlio Frontino. Era filho de Júlio Lupo e irmão mais novo de Tibério Júlio Lupo. Seu pai era cunhado do prefeito pretoriano Marco Arrecino Clemente, pai de Arrecina Tértula, a esposa de Tito. 

## Carreira
Esta ligação com a família imperial fez com que Urso fosse nomeado para os três maiores postos disponíveis aos equestres: prefeito anonário, o responsável pelo suprimento de cereais de Roma, prefeito pretoriano entre 81 e 83 e finalmente prefeito do Egito entre 83 e 84. Ao retornar a Roma vindo do Egito, Arrecina Tértula convenceu Domiciano a conceder um consulado a Urso, o que ocorreu em 84.
Segundo Dião Cássio, Urso era membro do círculo de amizades mais próximo de Domiciano desde o começo de seu reinado. Quando Domiciano, logo no início de seu reinado, pensava em executar sua esposa, Domícia Longina, por infidelidade, foi Urso que o demoveu da ideia. Mais tarde, depois que Domiciano retornou de sua campanha vitoriosa na Germânia, Urso "não demonstrou alegria suficiente" e quase foi executado por isto. Depois disto, carreira de Urso foi interrompida e ele não assumiu mais nenhum posto importante, apesar de, segundo Brian Jones, ele ter se mantido como um importante membro da corte imperial.
É provável que ele não fosse mais um amigo tão íntimo de Domiciano no final de seu reinado, pois depois que o imperador foi assassinado e da ascensão de Trajano, Urso foi nomeado cônsul sufecto mais duas vezes, em 98 e em 100.

## Família
Ronald Syme afirma que Urso adotou Sérvio Júlio Serviano, cônsul sufecto em 90, e que ele passou a usar o nome Lúcio Júlio Urso Serviano depois disto, continuando sua linhagem. Nenhum outro estudioso se levantou contra esta identificação, que é hoje considerada consensual. Serviano continuou perto do centro do poder da época e casou-se com Paulina, a Jovem, a irmã mais velha de Adriano.